# Tom Wedberg
Tom Wedberg (Estocolm, 26 de novembre de 1953) és un jugador d'escacs suec, que té el títol de Gran Mestre des del 1995. És fill del filòsof suec Anders Wedberg.

## Resultats destacats en competició
L'any 2000 va guanyar el campionat suec d'escacs. El 1981 va empatar al primer lloc amb Petar Velikov i Shaun Taulbut a la Politiken Cup a Copenhaguen, i posteriorment va ser clar primer el 1982. El 1999 va guanyar la Scandic Hotels Chess Cup a Estocolm. Va empatar entre el 2n i el 4t llocs (amb Artur Iussúpov i Tomi Nybäck ) a la 32a Rilton Cup a Estocolm 2003.
Wedberg va jugar representant Suècia a les Olimpíades d'escacs de 1978, 1980, 1982, 1988, 1990, 1992 i als Campionats d'Europa d'escacs per equips de 1980, 1989 i 2001.
Segons Chessmetrics, en el seu punt àlgid el setembre de 1984, la jugada de Wedberg equivalia a una puntuació de 2630, i va ocupar el lloc número 77 del món. La seva millor actuació individual va ser a Amsterdam (OHRA), l'any 1984, on va puntuar 4½/8 punts (un 56%) contra una oposició de 2665, amb una performance de 2663.

## Partides notables
- Tom Wedberg contra Lev Alburt, Lucerna 1982, Defemsa Alekhine: variant Alburt (B04), 1−0
- Tom Wedberg contra Anthony Miles, Oslo 1984, Defensa Nimzowitsch: variant Williams (B00), 1−0
- Eugenio Torre contra Tom Wedberg, It (obert) 1988, Obertura italiana: Giuoco Pianissimo (C50), 0−1
- Tom Wedberg contra Viktor Korchnoi, Haninge 1988, Defensa francesa: variant Steinitz (C14), 1−0
- Tom Wedberg contra Vasily Smyslov, Haninge 1989, Defensa moderna: atac pseudoaustríac (B06), 1−0